# Habsburg–Tescheni Mária Karolina Lujza főhercegnő
Mária Karolina Lujza Krisztina főhercegnő (németül) Maria (Marie) Karolina Luise Christina Erzherzogin von Österreich; (Bécs, 1825. szeptember 10. – Baden bei Wien, Alsó-Ausztria, 1915. július 17.); a Habsburg–Lotaringiai-házból származó osztrák főhercegnő, Károly tescheni herceg legifjabb leánya, az ifjabb Rainer (Ferdinánd) főherceg felesége.

## Élete

### Származása, testvérei
Édesapja Habsburg–Tescheni Károly osztrák főherceg (1771–1847), Teschen első hercege volt, II. Lipót német-római császár, magyar és cseh király és Mária Ludovika császárné harmadik fia, a napóleoni háborúk nagyhírű császári hadvezére, az 1809-ben asperni csata győztese.
Édesanyja Henrietta Alexandrina nassau–weilburgi hercegnő (1797–1829), Frigyes Vilmos nassau–weilburgi herceg (1768–1816) és Lujza Izabella kirchbergi várgrófnő (Burggräfin) leánya volt. Hét gyermekük közül Karolina Lujza főhercegnő volt a hatodik, a leányok közt a legifjabb. A testvérek:
- Mária Terézia Izabella főhercegnő (1816–1867), aki később II. Ferdinánd nápoly–szicíliai király feleségeként Nápoly és Szicília királynéja lett.
- Albert (Albrecht) főherceg (1817–1895), Teschen második hercege, tábornagy, főhadparancsnok.
- Károly Ferdinánd főherceg (1818–1874), akinek fiait Albert fogadta örökbe. Legidősebb fia, Frigyes főherceg tábornagy 1914-1917 között az Osztrák–Magyar Monarchia haderejének főparancsnoka lett.
- Frigyes Ferdinánd Lipót főherceg (1821–1847), a londoni szövetség Szíria elleni 1840-es hadjáratának hőse.
- Rudolf Ferenc főherceg (*/† 1822), születésekor meghalt.
- Mária Karolina Lujza Krisztina főhercegnő (1825–1915), aki az ifjabb Rainer (Ferdinánd) osztrák főherceghez ment feleségül.
- Vilmos főherceg (1827–1894), aki később az császári tüzérség főfelügyelője és a Német Lovagrend nagymestere lett.

### Ifjúsága
A család Alsó-Ausztriában a Weilburg kastélyban lakott, amelyet Károly főherceg 1820–1823 között építtetett a Baden mellett erdős vidéken. 1829-ben Mária Karolina hercegnő mindössze 4 éves volt, amikor édesanyja, Henriette főhercegné skarlátfertőzésben meghalt. A kisebb testvérek neveléséről édesapjuk és legidősebb bátyjuk, Albert főherceg gondoskodott. A hercegnő 19 éves korában, 1844-ben a prágai Theresianum katolikus leánynevelő intézet főapátnője lett, ezt a tisztséget férjhez meneteléig, 1852-ig viselte.

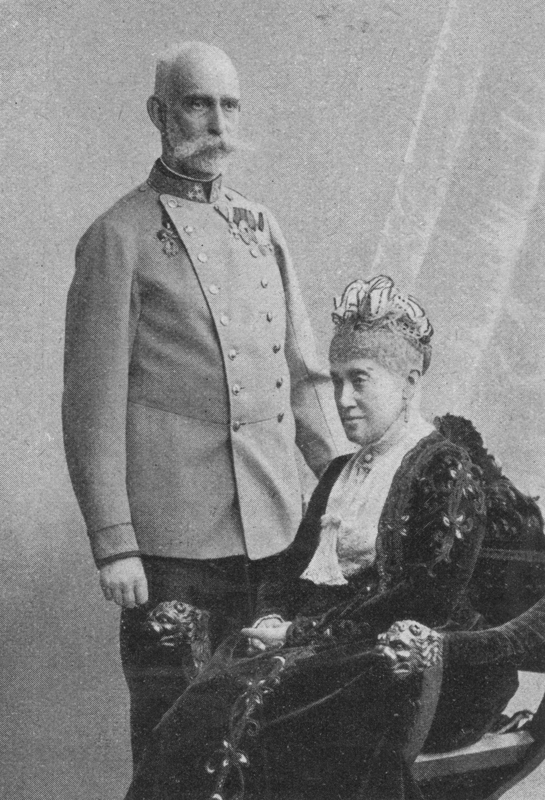
Mária Karolina főhercegnő férjével, Rainer Ferdinánd főherceggel, 1902.

### Házassága
27 éves korában, 1852. február 21-én Bécsben feleségül ment unokafivéréhez, a nála 2 évvel fiatalabb ifjabb Rainer (Ferdinánd) főherceghez (1827–1913), az id. Rainer (József) főhercegnek (1783–1853), a Lombard–Velencei Királyság alkirályának és Mária Erzsébet savoya–carignanói hercegnőnek (1800–1856) fiához, az elhunyt I. Ferenc császár unokaöccséhez, akit az ifjú Ferenc József császár – esküvője alkalmából – nevezett a salzburgi 59. gyalogezred (IR59) tulajdonosává. Ez az ezred felvette – és máig viseli – az Infanterieregiment Erzherzog Rainer nevet.

### „Rainer Mária néni”
Mária Lujza Karolina és Rainer főherceg boldog és mintaszerű kapcsolatban éltek, házasságuk mégis gyermektelen maradt. A barátságos és közvetlen természetű, mélyen hívő főhercegnőt fájdalmasan érintette, hogy nincsenek saját gyermekei. Odaadással és szeretettel fordult a császári család legifjabb tagjai felé, tanította, nevelte őket. Környezetében a gyermekek csak így hívták: a „Rainer Mária néni” (Tante Maria Rainer). Számos szociális alapítványt tett, különösen a hátrányos helyzetű gyermekek és fiatalkorúak segítésére, oktatására. A császári udvarban nagy tiszteletet és megbecsülést vívott ki, mindig szívesen látott vendég volt. Karitatív munkájával széles elismertséget szerzett magának és férjének is, a közvélemény előtt évtizedeken át a császári ház legnépszerűbb tagjainak számítottak. Szociális szervezetek keretében munkájával és szervezőkészségével támogatta többek között a bécsi Szent József-gyermekkórházat (St.-Josef-Kinderspital) és a Rennwegen felépített Szent József-gyermekmenhelyet (St.-Josef-Knabenasyl).

A spanyol Mária Lujza Királyné Nemesi Hölgyek rendjének keresztje.

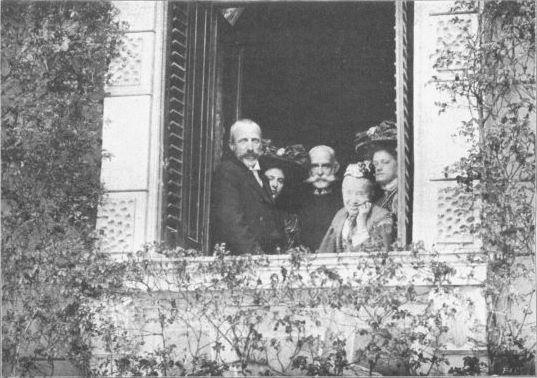
Férje, Rainer Ferdinánd főherceg a feleségével, Mária Karolina főhercegnővel, feleségének unokaöccsével, Károly István főherceggel, és annak két leányával, Eleonóra Mária és Renáta Mária Karolina főhercegnőkkel Abbáziában, a Villa Quisiana ablakában.(Sport & Salon, Wien, 1908. április 4.)

A főhercegnőt felvették a spanyol Mária Lujza Királyné Nemesi Hölgyek rendjébe (Real Orden de Damas Nobles de la Reina María Luisa), amelyet 1792-ben IV. Károly spanyol király alapított feleségének, Parmai Mária Lujza királynénak ösztönzésére.
1854-ben férje megvásárolt egy nagy palotát Bécs 4. kerületében, a házaspár ide költözött, itt éltek halálukig. A palotát később Rainer főhercegi palotának nevezték el (Erzherzog-Rainer-Palais). 1862-ben a városfejlesztés során a palota mellett elvezetett új utcát Rainergassénak nevezték el. Mária Karolina férjét, Rainer főherceget a császár 1857-ben a Birodalmi Tanács (Reichsrat) élére nevezte ki. 1861–65 között Anton von Schmerling államminiszter liberális kabinetje élén hivatalos miniszterelnökként ténykedett.
A főhercegi házaspár 1912-ben megtartott gyémántlakodalma a lassan hanyatló Osztrák–Magyar Monarchia egyik legutolsó, kiemelkedően fényes külsőségek között megünnepelt udvari eseménysorozata volt. Rainer főherceg már a rákövetkező év elején, 1913. január 27-én meghalt. Az özvegy Mária Karolina Lujza Krisztina főhercegnő másfél évvel élte túl férjét, 1915. július 17-én hunyt el Bécsben 90 éves korában. A Habsburg-család hagyományos temetkezőhelyén, a bécsi kapucinusok templomának Ferdinánd-kriptájában helyezték örök nyugalomra.